# Otto Kübler (Verleger)
Otto Kübler (* 2. September 1877 in Trogen; † 9. Juli 1951 ebenda; heimatberechtigt in Langdorf (heute Gemeinde Frauenfeld)) war ein Schweizer Buchdrucker, Redaktor und Verleger aus Kanton Appenzell Ausserrhoden.

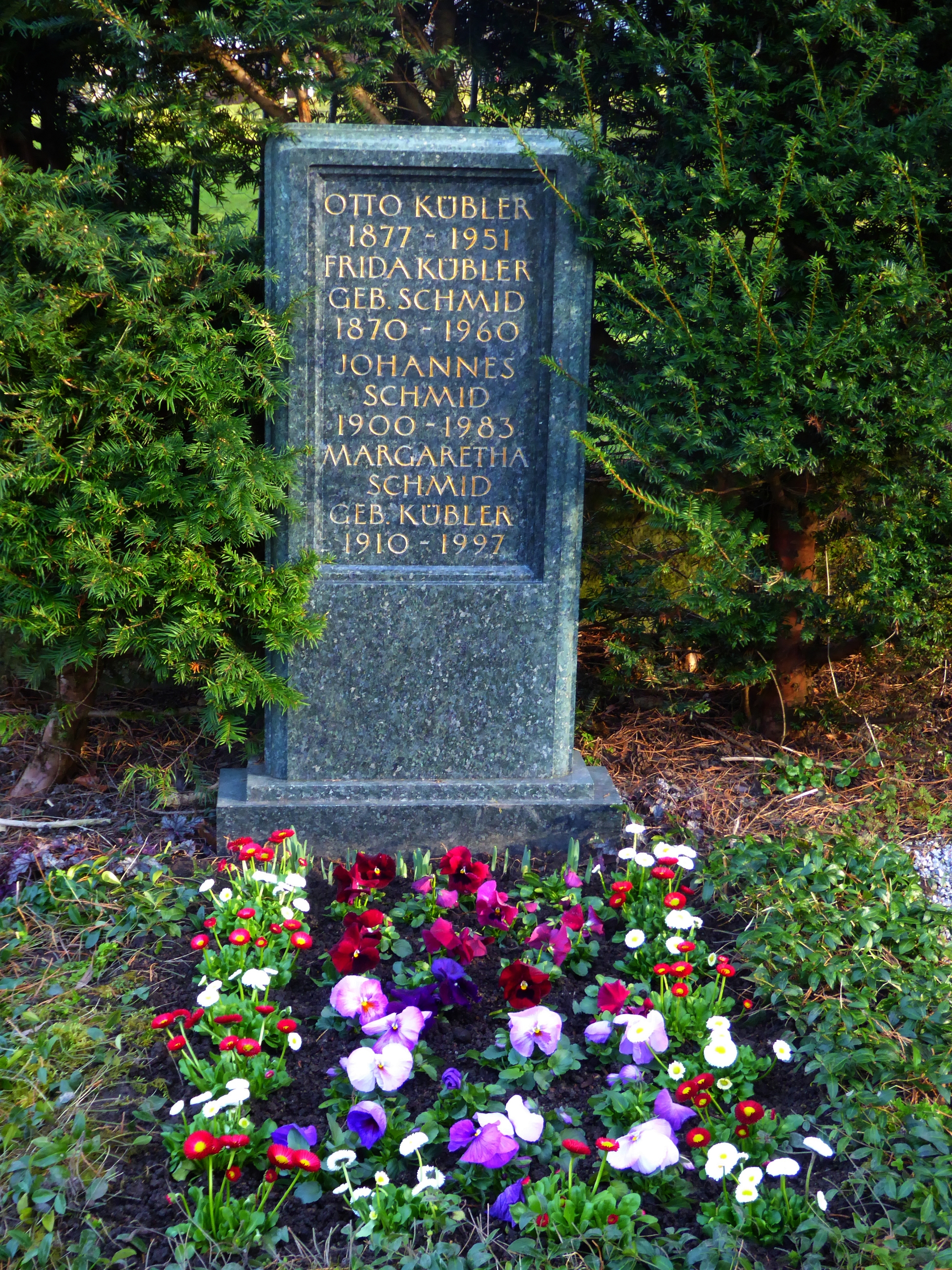
Grab, Friedhof Trogen

## Leben und Werk
Otto Kübler war ein Sohn von Ulrich Kübler. Im Jahr 1908 heiratete er Bertha Frieda Schmid, Tochter von Johann Emil Schmid, Gemeindehauptmann und Betreibungsbeamter.
Er besuchte die Kantonsschule Trogen und machte eine Schriftsetzerlehre in der väterlichen Druckerei. Anschliessend absolvierte er eine Weiterbildung in Leipzig. 1908 übernahm er den väterlichen Betrieb. Er war Herausgeber und Redaktor des Appenzeller Kalenders und der Appenzellischen Landes-Zeitung. Er verlegte die Appenzellischen Jahrbücher. 1946 verkaufte er den Betrieb.
Von 1903 bis 1912 amtierte er als Gemeinderichter, von 1912 bis 1923 als Bezirksrichter und von 1923 bis 1930 als Kriminalrichter. Von 1921 bis 1929 war er Kassier der Appenzellischen Gemeinnützigen Gesellschaft. Er sass von 1936 bis 1949 im Verwaltungsrat der Strassenbahn St. Gallen–Speicher–Trogen. Von 1944 bis 1951 gehörte er dem Verwaltungsrat der Säntis-Schwebebahn an. Ebenfalls war er Verwaltungsrat der Versicherungsgesellschaft Patria. Er hatte den militärischen Rang eines Majors.
Seine letzte Ruhestätte fand er auf dem Friedhof von Trogen.